# Risto Hurme
Risto Hurme   (Turku, 16 de maig de 1950) és un pentatleta i tirador d'esgrima finlandès, ja retirat, que va competir durant les dècades de 1960 i 1970.
El 1972 va prendre part en els Jocs Olímpics d'Estiu de Múnic, on disputà dues proves del programa de pentatló modern. Junt a Veikko Salminen i Martti Ketelä guanyà la medalla de bronze en la competició per equips, mentre en la competició individual fou vuitè. En aquests mateixos Jocs va disputar, sense sort, la competició d'espasa individual del programa d'esgrima. Quatre anys més tard, als Jocs de Montreal, tornà a disputar dues proves del programa de pentatló modern. Fou setè en la competició per equips, mentre en la competició individual fou onzè. També fou quinzè en la prova d'espasa per equips del programa d'esgrima.
En el seu palmarès també destaquen el campionat finlandès d'espasa individual de 1969 i el d'espasa per equips de 1969 i 1970.
Estudià odontologia i es traslladà a viure als Estats Unitss, on guanyà el campionat de la NCAA d'espasa de 1973, 1974 i 1975. El 1999 fou inclòs al Saló de la Fama de NYU Athletics.